# 劉鳳鸞
劉鳳鸞（英語：Maggie Lau Fung Luen，？—），香港兒童文學作家，香港作家協會會員及香港兒童文學研究學會副會長。

## 生平
劉鳳鸞於香港教育學院（今香港教育大學）畢業，畢業後一邊從事小學教育行列，一邊進入香港中文大學就讀，獲得教育學士及教育碩士，此後於香港中文大學教授中文，並同時協助中文大學的行政管理。

## 作品
- 《傻瓜黃SIR》
- 《學校裡的怪獸》
- 《兒童文學與教學研究》（楊熾均合著）
- 《當代世界著名兒童文學家專訪》（李佩珈合著）